# We Belong (Sheppard)
We Belong è un singolo del gruppo musicale australiano Sheppard, pubblicato il 1º novembre 2016 in Australia, l'11 nel resto del mondo e il 18 negli Stati Uniti come primo estratto dal secondo album in studio Watching the Sky.

## Successo commerciale
Il singolo ha ottenuto successo a livello mondiale.